# Либен
Либе́н (фр. и валлон. Libin) — коммуна в Валлонии, расположенная в провинции Люксембург, округ Нёфшато. Принадлежит Французскому языковому сообществу Бельгии . На площади 139,72 км² проживают 4619 человек (плотность населения — 33 чел./км²), из которых 49,40 % — мужчины и 50,60 % — женщины. Средний годовой доход на душу населения в 2003 году составлял 10 929 евро.
Почтовый код: 6890. Телефонный код: 061.